# کلاغ سفید (فیلم ۲۰۱۸)
کلاغ سفید (به انگلیسی: The White Crow)، یک فیلم انگلیسی در ژانر زندگینامه‌ای درام، محصول سال ۲۰۱۸ به کارگردانی رالف فاینز است. فیلم‌نامه این فیلم توسط دیوید هر نوشته شده و داستان دربارهٔ زندگی رودلف نوریف و حوادثی است که برای وی رقم خورده‌است. فاینز علاوه بر کارگردانی در فیلم بازی کرده و یکی از تهیه‌کنندگان فیلم نیز است. ادل اگزارکوپولوس، چولپن خاماتووا، سرگئی پلونین، لوئیس هوفمان و رافائل پرسونناز دیگر بازیگران فیلم هستند.
کار فیلم‌برداری در اکتبر ۲۰۱۷ به اتمام رسید. کلاغ سفید نخستین بار در تاریخ ۳۱ اوت ۲۰۱۸ و در جشنواره فیلم تلیوراید به روی پرده رفت.